# GLEAT ver.MEGA
GLEAT ver.MEGA（グレイト バージョン メガ）は、プロレス団体GLEAT主催によるプロレス興行。
旗揚げから収容人数最高となる初の両国国技館での大会となる。

## 概要
- 2023年6月7日、後楽園ホール大会にて欠場中のCIMAから開催が発表された[1]。大会ではシングル・タッグのタイトルマッチ、G PROWRESTLING、LIDET UWF、LIDET MMAの試合が組まれる。
- 7月1日、TDCホール大会にて、参戦選手として高橋ヒロム、青柳亮生、船木誠勝、鈴木みのる、キックボクサーのNao、飯伏幸太が発表された。
- 7月16日、大阪梅田ステラホール大会での試合後、エル・リンダマン[注 1]の呼びかけにより、石田凱士[注 2]、チェック島谷[注 3]、伊藤貴則[注 4]、渡辺壮馬をリング上に招集。飯伏幸太との対戦を直訴していた5人で共闘を提案、最初はみな反発したものの、リンダマンの熱意による説得により全員が共闘に同意した[2]。そのことを聞いた飯伏は戦友を集めますと自らのYouTubeチャンネルにてメンバー候補を発表する動画を7月17日朝方にアップされ、当日の夜にはGLEATから公式カードとして発表された。
- 試合の模様は、公式YouTubeチャンネルで生配信された[3]。実況は村田晴郎、解説は吉野正人。ゲスト解説は山村武寛、中井祐樹。

## 試合結果
※太文字は所属選手。
| 第0試合 🟦G PROWRESTLING                                                                    | 第0試合 🟦G PROWRESTLING              | 第0試合 🟦G PROWRESTLING                                                                                              |
| ------------------------------------------------------------------------------------------- | ------------------------------------- | --- |
| （フリー）児玉裕輔 （BASARA） ✖ 神野聖人                                                    | 6分30秒 シューティングスタープレス    | 進祐哉 （フリー） JDリー 〇 （フリー）                                                                                |
| レフェリー：岡田裕也、リングアナ：富山智帆                                                  |                                       | |
| 第1試合 🟩GLEAT MMA キックボクシングルール（契約体重46.5kg）                                |                                       | |
| ✖ 福田茉耶                                                                                  | 2R1分45秒 TKO                         | Nao 〇 （AXGYM） |
| レフェリー：和田良覚、リングアナ：吉水孝宏                                                  |                                       | |
| 第2試合 🟩GLEAT MMA 5分3Rマスト判定 (契約体重73kg)                                          |                                       | |
| ✖ 井土徹也                                                                                  | 3R判定 3-0                            | 郷野聡寛 〇 （リングス・ジャパン）                                                                                    |
| レフェリー：梅木良則、リングアナ：吉水孝宏                                                  |                                       | |
| 第3試合 🟦G PROWRESTLING クワイエット・ストーム25周年記念スペシャルマッチ                   |                                       | |
| （フリー） 〇 クワイエット・ストーム KAZMA SAKAMOTO （フリー）船木誠勝                      | 8分32秒 50cmウデ・ラリアット          | TAKAみちのく （JTO） 火野裕士 （フリー） 鬼塚一聖 ✖                                                                   |
| レフェリー：今井大輔、リングアナ：富山智帆                                                  |                                       | |
| 第4試合 🟦G PROWRESTLING                                                                    |                                       | |
| 細川ゆかり （ウナギカブキ） 〇 ウナギ・サヤカ （ディアナ）井上京子 （仙女）DASH・チサコ     | 6分35秒 スライディングTANAKA          | MICHIKO Aoi ✖ （JTO） 世羅りさ （プロミネンス） ジャナイ・カイ （フリー）                                             |
| レフェリー：バーブ佐々木、リングアナ：富山智帆                                              |                                       | |
| 第5試合 🟦G PROWRESTLING                                                                    |                                       | |
| （全日本） 宮原健斗 （フリー） 入江茂弘 （フリー） ✖ 俊桀 （フリー） ジャック・カートウィル | 7分12秒 ファルコン・アロー            | Yutani （フリー） ハートリー・ジャクソン 〇 （フリー） 鈴木鼓太郎 （フリー） 佐藤恵一 （フリー）                      |
| レフェリー：玉川勝巳、リングアナ：富山智帆                                                  |                                       | |
| 第6試合 🟥LIDET UWF ダブルバウト                                                            |                                       | |
| （みちのく） フジタ"Jr"ハヤト ✖ 飯塚優 <減点0>                                              | 8分23秒 スリーパーホールド            | 鈴木みのる 〇 （パンクラスMISSION） 青木真也 （Evolve MMA） <減点3 D1E1警告1>                                         |
| レフェリー：和田良覚、リングアナ：吉水孝宏                                                  |                                       | |
| 第7試合 🟦G PROWRESTLING G-INFINITY タイトルマッチ                                          |                                       | |
| （全日本） 斉藤ジュン （全日本） 〇 斉藤レイ （第3代王者組）                                | 14分55秒 ダイビング・ボディプレス     | 河上隆一 ✖ ガレノ・デル・マル （フリー） （挑戦者組）                                                                 |
| 第3代王者組が2度目の防衛に成功。                                                            |                                       | |
| レフェリー：岡田裕也、リングアナ：富山智帆                                                  |                                       | |
| セミファイナル 🟦G PROWRESTLING ジュニア夢一夜 6人タッグマッチ                              |                                       | |
| 田中稔 カズ・ハヤシ 〇 CIMA                                                                 | 10分27秒 メテオラ                     | 青柳亮生 （全日本） 高橋ヒロム （新日本） 頓所隼 ✖                                                                    |
| レフェリー：玉川勝巳、リングアナ：富山智帆                                                  |                                       | |
| メインイベント 🟦G PROWRESTLING G-REX タイトルマッチ                                        |                                       | |
| 〇 T-Hawk （第3代王者）                                                                     | 25分52秒 ナイトライド                 | 田村ハヤト ✖ （挑戦者）                                                                                               |
| 第3代王者が2度目の防衛に成功。                                                              |                                       | |
| レフェリー：今井大輔、リングアナ：富山智帆                                                  |                                       | |
| クライマックス 🟦G PROWRESTLING 5vs5スーパープレミアムイリミネーションマッチ [時間無制限]   |                                       | |
| エル・リンダマン （フリー） ✖ 石田凱士 伊藤貴則 渡辺壮馬 チェック島谷                       | 35分54秒 カミゴェ                     | 飯伏幸太 〇 （飯伏プロレス研究所/AEW） 石川修司 （全日本） 関本大介 （大日本） 新納刃 （MAKAI） 今成夢人 （ガンバレ） |
| 〇渡辺                                                                                      | 13分42秒 ファイヤーバードスプラッシュ | 今成✖ |
| 〇伊藤、石田                                                                                | 15分08秒 OTR                          | 新納✖ |
| ✖伊藤                                                                                       | 18分18秒 飯伏との眉山                 | 関本〇 |
| ✖島谷                                                                                       | 21分53秒 逆片エビ固め                 | 飯伏〇 |
| ✖渡辺                                                                                       | 24分34秒 両者OTR                      | 関本✖ |
| ✖リンダマン                                                                                 | 28分11秒 ジャイアントスラム           | 石川〇 |
| 〇石田                                                                                      | 30分14秒 横入式エビ固め               | 石川✖ |
| レフェリー：バーブ佐々木、リングアナ：富山智帆                                              |                                       | |

### 試合に関するエピソード
- GLEAT MMAに出場した福田、井土のセコンドには両選手のトレーナーである田村潔司が、郷野のセコンドには高阪剛、菊田早苗、大山峻護がそれぞれついた。
- 第2試合に出場した郷野は試合中に顎を骨折していたことを明らかにしている[4]。
- 第7試合のG-INFINITY選手権終了後、鈴木鼓太郎とハートリー・ジャクソンがSAITO BROTHERSに挑戦表明を行った。